# ISO 3166-2:GP
ISO 3166-2:GPはISOの3166-2規格のうち、GPで始まるものである。フランス領グアドループの行政区分コードを意味する。グアドループはISO 3166-1(ISO 3166-1 alpha-2)で、GPを国コードとして割り振られている。ISO 3166-2:GPに対応する行政区分コードの割り当てはない。
ただし、グアドループにはフランスの地方行政区画としてISO 3166-2:FRでFR-GPが割り当てられている。